# António da Costa Leal
António Seixas Costa Leal (5 de novembro de 1921 — 7 de fevereiro de 2007) foi um político português. Ocupou o cargo de Ministro do Trabalho no III Governo Constitucional.

## Funções governamentais exercidas
- III Governo Constitucional
  - Ministro do Trabalho

## Biografia
Foi casado com Cândida Ribeiro Gaspar da Costa Leal, anteriormente casada com Bento de Jesus Caraça.